# ACT (芸能プロダクション)
株式会社 ACTは、かつて存在した日本の芸能事務所。2009年設立。所属俳優・タレントのマネージメント業務のほか、「ACT ACADEMY」という演技指導・ボイストレーニング・ダンスレッスンを行う育成部を擁している。
2017年1月1日に、当時所属していた俳優22名がハルク・エンタテイメントに移籍。現在はサイトにアクセスできなくなっている。

## 過去の所属俳優

### 男性
- 安部康裕
- 新井佑典
- 市川真也
- 今井英善
- 入慶田本朝敬
- 岡本尚也
- 梶谷龍矢
- 金芝慶太
- 金田卓也
- 北濱精悦
- 久保龍一
- 桜木綾
- スガマサミ
- 高橋良平
- 名倉右喬
- 納富英生
- 広瀬圭祐
- 藤岡信昭
- 宮島三郎
- 竜二

### 女性
- 相沢鞠子
- 青葉みな
- 阿部恍沙穂
- 大澤美里
- 重野友美
- 高木友
- 高地修子
- 高橋理紗
- 橘浩奈
- 千葉加奈子
- 新山はるの
- 蓑原舞花
- 悠稀智惠
- 渡瀬茜

### 業務提携
- 嵯峨周平
- 髙濱レイカ